# Fabio Felline
Fabio Felline, né le 29 mars 1990 à Turin, est un coureur cycliste italien. Bon sprinteur et bon puncheur, il a notamment remporté le classement par points du Tour d'Espagne 2016.

## Biographie

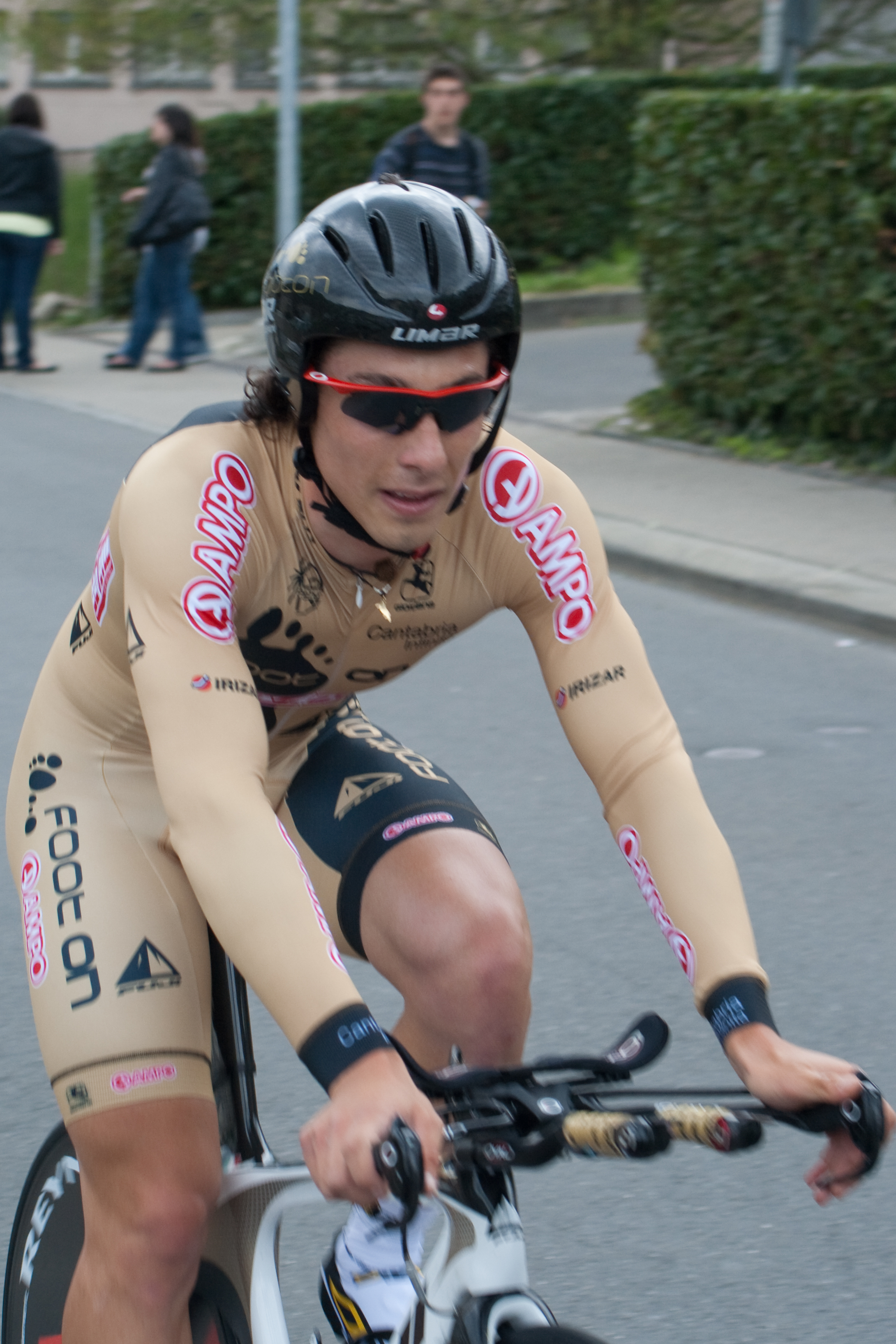
Fabio Felline à l'arrivée de la troisième étape du Tour de Romandie 2010.

### Débuts professionnels (2010 - 2011)
Fabio Felline devient cycliste professionnel en 2010 dans l'équipe Footon-Servetto, qui a le statut d'équipe ProTour. Il termine dixième du GP E3, réglant au sprint le peloton des battus, pour sa première grande classique avant d'abandonner le Tour des Flandres une semaine plus tard. Au mois de mai, il remporte le Circuit de Lorraine, sa première compétition en France, devant Pierre Rolland et Matteo Carrara en gagnant les 2e et 3e étapes au sprint. Il participe pour la première fois au Tour de France. Il est le plus jeune coureur prenant part à cette édition. Il chute lors de la huitième étape et ne prend pas le départ de l'étape suivante après la journée de repos,.
En 2011, Footon-Servetto change de sponsors et devient Geox-TMC. Elle perd son statut ProTour et devient une équipe continentale professionnelle, ce qui ne lui permet de participer aux compétitions du calendrier UCI World Tour qu'en y étant invitée. Le début de saison de Fabio Felline est retardé par une fracture de la clavicule, due à une chute à l'entraînement. Il gagne une étape du Brixia Tour devant son coéquipier Daniele Colli. Il est treize fois classé parmi les dix premiers dans une saison jugée globalement décevante[réf. nécessaire]. Il est notamment sixième du Tour de La Rioja, septième du Mémorial Marco Pantani, onzième du Tour de la communauté de Madrid, et 22e du Tour de Lombardie en fin de saison.
L'équipe Geox-TMC disparaît en fin d'année. Felline est recruté pour deux ans par l'équipe continentale professionnelle italienne Androni Giocattoli.

### Passage chez Androni (2012 - 2013)
Après avoir demarré en World Tour, son passage chez Androni peut être considéré comme une regression[réf. nécessaire]. Il remporte cependant une belle victoire au Tour des Apennins en avril. Il remporte le sprint d'un petit groupe, devant Gianluca Brambilla. Pour sa première participation au Tour d'Italie, il termine deuxième de la neuvième étape au sprint. En fin d'année, il remporte sa deuxième semi-classique italienne avec le Memorial Marco Pantani, au sprint également, devant Elia Viviani et Giovanni Visconti. Il termine également deuxième du GP Beghelli en octobre.
En 2013, il remporte la première étape de la Semaine Internationale Coppi et Bartali en attaquant avec puissance sous la flamme rouge. Il termine la course à la quatorzième place. Il remporte également la deuxième étape du Tour de Slovénie. Malgré ces deux victoires et quelques places d'honneur sur des semi-classiques italiennes, sa saison 2013 est décevante et Felline tarde à confirmer les espoirs placés en lui lors de sa première saison professionnelle au-delà de quelques coups d'éclats[réf. nécessaire].
Il s'engage avec Trek Factory Racing à partir de 2014 et signe son retour en World Tour. Il espère y apprendre aux côtés de Fabian Cancellara.

### Chez Trek (2014 - 2019)
Il commence sa saison 2014 au Tour Down Under mais ne parvient qu'à une huitième place sur la deuxième étape. Il termine à la vingtième place der Milan-San-Remo. Le reste de la saison n'est qu'un enchaînement de déceptions pour Felline[réf. nécessaire] qui ne remporte aucune victoire pour la première fois depuis ses débuts professionnels.
Après deux podiums sur la Classic Sud Ardèche  et sur la Drôme Classic, où il passe près de la victoire, il termine à la huitième place sur les exigeants Strade Bianche. Il s'adjuge une première victoire avec Trek en mars 2015, au Critérium international en remportant un court contre-la-montre. C'est sa première victoire professionnelle sur un contre-la-montre. Après une belle montée du col de l'Ospedale, il termine troisième de la course.

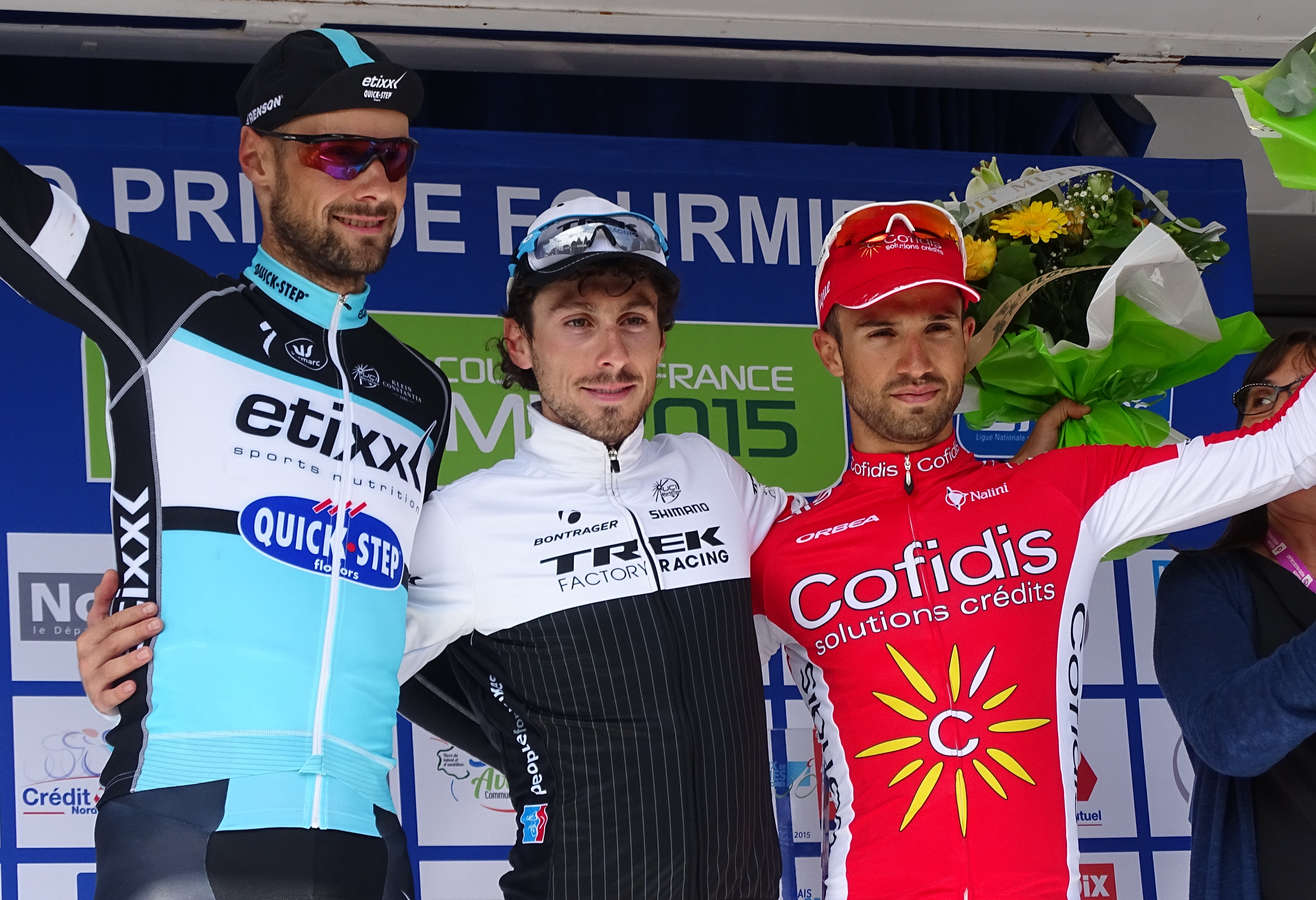
Podium de l'édition 2015 du Grand Prix de Fourmies : Tom Boonen (2e), Fabio Felline (1er) et Nacer Bouhanni (3e).

Sa première victoire en World Tour se fait lors de la deuxième étape du Tour du Pays basque. Il devance Michael Matthews au sprint. Après avoir terminé septième de la Flèche Brabançonne, il fait partie des coureurs à suivre pour les classiques ardennaises où il termine trentième de l'Amstel Gold Race, trentième de la Flèche et 55e de Liège-Bastogne-Liège. En mai, il termine deuxième de la troisième étape du Giro, cette fois-ci battu au sprint par Michael Matthews.
En fin de saison, il termine cinquième de l'Eneco Tour et remporte le Grand Prix de Fourmies en attaquant dans les derniers kilomètres. Avec ces résultats, il acquiert un nouveau statut[réf. nécessaire] et termine 62e du classement UCI World Tour. Ainsi, Felline est sélectionné pour la course en ligne des championnats du monde de Richmond et prolonge son contrat avec  Trek Factory Racing.
Ambitieux pour 2016, il commence sa saison au Challenge de Majorque et termine 4e du Trofeo Laigueglia mi-février. Son objectif principal sont les classiques ardennaises, notamment l'Amstel Gold Race, qu'il prépare à Paris-Nice et au Tour du Pays basque. Il chute cependant dans la zone fictive de l'Amstel Gold Race 2016, en voulant régler le capteur sur son vélo. Atteint notamment d'une fracture du nez, il abandonne. Par la suite, il apparaît qu'il a également subi une fracture du crâne. Il est donc indisponible jusqu'à la fin du mois de juin.
Il reprend sa saison au championnat d'Italie où il termine huitième du contre-la-montre. Sa chute ayant handicapé sa participation au Tour de France, il participe au Tour de Pologne. Quatrième de l'étape reine et sixième du contre-la-montre, il termine deuxième derrière Tim Wellens. Il participe ensuite à la Vuelta. Il s'échappe régulièrement et passe près de la victoire à quatre reprises, terminant deuxième de la cinquième étape puis trois fois troisième. Malgré son absence de victoire, il est récompensé par le maillot vert du classement par points. Il termine la saison 83e du nouveau classement mondial UCI. En fin de saison, il resigne pour une saison, jusqu'à la fin de la saison 2017.
En 2017, il vise les classiques ardennaises et les flandriennes. Il commence sa saison avec une victoire en solitaire au Trofeo Laigueglia, après une attaque dans une côte à 15 kilomètres de l'arrivée. Lors des classiques du printemps, il est 4e du Circuit Het Nieuwsblad, 19e du Tour des Flandres et 16e de Liège-Bastogne-Liège. Deux jours après Liège, il remporte le prologue du Tour de Romandie, tracé sur 4,8 km. Il dédie son succès à Michele Scarponi, mort dans un accident en allant s’entraîner. Il conserve la première place au classement jusqu'à la fin de la troisième étape, puis le perd dans la montée de Leysin remportée par Adam Yates. Il termine à la quatrième place du classement final, à 51 secondes du vainqueur Richie Porte. En juin, il se classe deuxième du championnat d'Italie du contre-la-montre, derrière Gianni Moscon. Il abandonne le Tour de France au bout de deux semaines en raison d'une toxoplasmose qui le contraint à mettre un terme à sa saison en septembre.
Sa saison 2018 est à nouveau contrariée par une infection parasitaire au mois d'avril.

### Astana (2020 - 2023)
En octobre 2021, son contrat avec son équipe est prolongé de deux saisons.

## Palmarès et classements mondiaux

### Palmarès amateur
| - 2006 - Champion d'Italie du contre-la-montre cadets - 2e de la Coppa d'Oro - 2007 - Giro della Castellania - 2008 - Prix des Vins Henri Valloton juniors - Tre Giorni Orobica : - Classement général - 3e étape - 2e du Trofeo Comune di Vertova - 2e du Tour d'Istrie - 3e du championnat d'Italie du contre-la-montre juniors - 7e du championnat du monde sur route juniors | - 2009 - Medaglia d'Oro Consorzio Marmisti Valpantena - 4e étape du Giro delle Valli Cuneesi - 2e du Trophée MP Filtri - 3e de Cirié-Pian della Mussa |  |

### Palmarès professionnel
| - 2010 - Circuit de Lorraine : - Classement général - 2e et 3e étapes - 2011 - 2ea étape du Brixia Tour - 2012 - Tour des Apennins - Mémorial Marco Pantani - 2e du Grand Prix Bruno Beghelli - 2013 - 1rea étape de la Semaine internationale Coppi et Bartali - 2e étape du Tour de Slovénie - 2015 - 2e étape du Critérium international (contre-la-montre) - 2e étape du Tour du Pays basque - Grand Prix de Fourmies - 2e de la Drôme Classic - 3e de la Classic Sud Ardèche - 3e du Critérium international - 5e de l'Eneco Tour | - 2016 - Classement par points du Tour d'Espagne - 2e du Tour de Pologne - 2017 - Trofeo Laigueglia - Prologue du Tour de Romandie - 2e du championnat d'Italie du contre-la-montre - 4e du Circuit Het Nieuwsblad - 4e du Tour de Romandie - 2018 - 3e du championnat d'Italie du contre-la-montre - 5e du Tour de Turquie - 2020 - Mémorial Marco Pantani |  |

### Résultats sur les grands tours

#### Tour de France
4 participations
- 2010 : non-partant (9e étape)
- 2017 : abandon (14e étape)
- 2019 : 65e
- 2022 : abandon (17e étape)

#### Tour d'Italie
7 participations
- 2012 : 50e
- 2013 : 43e
- 2014 : 96e
- 2015 : 32e
- 2020 : 25e
- 2021 : non-partant (20e étape)
- 2022 : 41e

#### Tour d'Espagne
4 participations
- 2014 : 105e
- 2016 : 25e,  vainqueur du classement par points
- 2018 : 61e
- 2023 : 76e

### Classements mondiaux
| Année                                 | 2009 | 2010 | 2011 | 2012 | 2013 | 2014 | 2015 | 2016 | 2017 | 2018 | 2019 | 2020 | 2021 | 2022 | 2023  | 2024  |
| ------------------------------------- | ---- | ---- | ---- | ---- | ---- | ---- | ---- | ---- | ---- | ---- | ---- | ---- | ---- | ---- | ----- | ----- |
| Calendrier mondial                    | nc   | 256e |      |      |      |      |      |      |      |      |      |      |      |      |       |       |
| UCI World Tour                        |      |      |      |      |      | nc   | 62e  | 48e  | 54e  | 154e |      |      |      |      |       |       |
| Classement mondial                    |      |      |      |      |      |      |      | 83e  | 59e  | 334e | 581e | 191e | 573e | 579e | 2398e | 2379e |
| UCI Europe Tour                       | 464e |      | 185e | 20e  | 84e  |      |      | 353e | 146e | 912e | 439e | 158e | 460e | 452e | nc    | nc    |
| UCI Asia Tour                         | nc   |      | nc   | nc   | nc   |      |      | nc   | nc   | 298e |      |      |      |      |       |       |
| UCI America Tour                      | nc   |      | 326e | nc   | nc   |      |      | nc   | nc   | nc   |      |      |      |      |       |       |
|                                       |      |      |      |      |      |      |      |      |      |      |      |      |      |      |       |       |
| Légende : nc = non classéSource : UCI |      |      |      |      |      |      |      |      |      |      |      |      |      |      |       |       |

## Distinctions
- Oscar TuttoBici des juniors : 2008